# Tour della nazionale maschile di rugby a 15 del Sudafrica 1959
Nel 1959 la SARB, federazione sudafricana di rugby union invia per la seconda volta dopo il 1932 la selezione "Junior" in Argentina.

## Risultati
| Arbitro: | C. Ackermann |

|                    |           |                                                                                         |
| c.p.: Molina Berro | Marcatori | mete: Engelbrecht 3, Taylor 3 Holtzhausen, Hopwwood Edwards, Bridger trasf.: C. Meyer 5 |

| Arbitro: | C. Ackermann |

|                       |           | |
| c.p.: R. Raimundez, 2 | Marcatori | mete: Twigge 2 Gainsford 2, Gericke 2 Bezuidenhout, Engelbrecht Stewart, Hopwood trasf.: C. Meyer 3, Gericke c.p.: Drop: |

| Arbitro: | Alberto Camardon |

|                                 |           |                                                             |
| mete: Salinas trasf.: Rosenblat | Marcatori | mete: Wentzel Twigge, Nel trasf.: Wentzel 3 c.p.: Wentzel 3 |

| Arbitro: | Chris Ackermann |

|  |           | |
|  | Marcatori | mete: Engelbrecht 3, Hopwood 2, Taylor Gainsford, Bezuidenhout Holton, Wentzel trasf.: Meyer 3, Gericke 3 |

| Arbitro: | Francisco Lamastra |

|                    |           |                                                                                |
| ' c.p.: Villamil 3 | Marcatori | mete: roux 2 Taylor van Zyl, meta tecnica trasf.: Smith 2 c.p.: Wentzel, Smith |

| Arbitro: | Chris Ackermann |

|                 |           |                                                                                                  |
| c.p.: Bernacchi | Marcatori | mete: Wentzel 2 Engelbrecht 2, Gericke 2 Taylor, Putter van Zyl, van Rensburg trasf.: C. Meyer 2 |

| Arbitro: | César de Elizalde. |

|                    |           |                                                                                   |
| c.p.: De Carolis 2 | Marcatori | mete: Stewart 3 Twigge, Holtzhausen Roux, Edwards trasf.: Wentzel 4 c.p.: Wentzel |

| Arbitro: | Chris Ackermann |

| |            | |
| mete: S. Hogg c.p.: R. Raimundez | Marcatori  | mete: Wentzel, Taylor Holton, Gericke trasf.: Gericke |
| R. Raimundez (Buenos Aires FC) E. Bianchetti (ASD Francesa) E. Karplus (Pueyrredón) L. Mendez (O.Sanitarias) C. Giuliano (Pueyrredón) A. Guastella (Pueyrredón) E. Holmgreen (Olivos) S. Hogg (Buenos Aires FC) M. Aspiroz (Cap.)-(Buenos Aires FC) C. Álvarez (C.U.B.A.) E. Olivera (Mar del Plata) R. Hogg (Buenos Aires FC) E. Verardo (Belgrano) J. Casanegra (SIC) E. Gaviña (C.U.B.A.). | Formazioni | H. Meyer J. Engelbrecht N. Bridger G. Wentzel O. Taylor D. Stewart F. Gericke J. Nel H. Meyer W. van Rensburg P. Allen (Cap.) P. van Zyl S. Kuhn J. Wessels D. Holton. |

| Arbitro: | Chris Ackermann |

|  |           | |
|  | Marcatori | mete: Twigge 4 Wentzel 3, H. Meyer 3 Holtzhausen 2, Engelbrecht 2 Allen, Nel, Edwards Smith, Roux De Jager, C. Meyer trasf.: C. Meyer |

| Arbitro: | Chris Ackermann |

|  |           |                                                                    |
|  | Marcatori | mete: Twigge 2 Engelbrecht, Gericke Bezuidenhout trasf.: Wentzel 2 |

| Arbitro: | Eduardo Lambruschini |

|            |           |                                                                 |
| c.p.: Rios | Marcatori | mete: van Zyl 2 Bezuidenhout, 2 van Rensburg trasf.: C. Meyer 3 |

| Santiago del Cile 30 settembre 1959 | Cile            | 0 – 73 | Junior Springboks | Prince of Wales CC\| Arbitro: \| Chris Ackermann \| |
| Arbitro:                            | Chris Ackermann |        |                   |                                                     |

| Arbitro: | Alberto Camardon |

| |            | |
| c.p.: Guastella Drop: Guastella | Marcatori  | mete: Twigge 4 Bezuidenhout trasf.: Wentzel c.p.: Gericke |
| R. Raimundez (Buenos Aires FC) E. Bianchetti (ASD Francesa) E. Karplus (Pueyrredón) J. Guidi (ASD Francesa) C. Giuliano (Pueyrredón) A. Guastella (Pueyrredón) E. Holmgreen (Olivos) R. Hogg (Buenos Aires) C. Álvarez (C.U.B.A.) M. Aspiroz (Cap.- Buenos Aires) S. Hogg (Buenos Aires) C. Olivera (Mar del Plata) E. Verardo (Belgrano) J. Casanegra (SIC) E. Gaviña (C.U.B.A.). | Formazioni | G. Wentzel J. Engelbrecht J. Gainsford N. Bridger R. Twigge D. Stewart F. Gericke J. Nel D. Hopwood J. Bezuidenhout P. Allen (Cap.) P. van Zyl S. Kuhn J. Wessels D. Putter. |

## Incontro finale a squadre miste
A fine tour, venne disputato un incontro a squadre miste di giocatori sudafricani ed Argentini. Un momento più di festa che di agonismo, già avvenuto in occasione di altri tour. Il match era di contorno alla finale del Campionato interprovinciale arbitrata dall'arbitro sudafricano Ackermann.
| Arbitro: | Alberto Camardon |

| |            | |
| mete: Smith, Gainsford trasf.: Smith c.p.: Smith | Marcatori  | c.p.: Taylor |
| G. Wentzel F. Roux A. Forrester (Belgrano) J. Gainsford M. Daireaux (SIC) G. Gibelli (Newman) C. Smith J. Saravia (C.U.B.A.) H. Meyer J. Vibart (Old Philomathian) P. Allen R. Logan (Pueyrredón) D. Holton H. Lambruschini (Olivos) D. Putter | Formazioni | R. Devoto (SIC) H. Houssay (Olivos) C. Holtzhausen J. Campos (San Fernando) O. Taylor D. Stewart J. Forrester (Belgrano) R. Pla Cárdenas (SIC) D. Hopwood H. Fernie (Old Philomathian) C. Hirsch(Belgrano) P. Van Zyl S. Kuhn S. Alonso (Gimnasia y Esgrima) C. Edwards. |